# Derek Humphry
Derek Humphry (Bath, 29 aprile 1930 – Eugene, 2 gennaio 2025) è stato un giornalista, saggista e attivista britannico naturalizzato statunitense noto come sostenitore del suicidio assistito legale e del diritto di morire.
Nel 1980, ha co-fondato la Hemlock Society e, nel 2004, dopo che questa organizzazione è stata sciolta, ha co-fondato la Final Exit Network . Dal 1988 al 1990 è stato presidente della Federazione mondiale delle società di diritto alla morte ed è l'attuale presidente dell'Euthanasia Research & Guidance Organization (ERGO).
È autore di numerosi libri correlati, tra cui Jean's Way (1978), LIBERI DI MORIRE, le ragioni dell'eutanasia (The Right to Die: Understanding Euthanasia,1986) ed Eutanasia: Uscita di sicurezza (Final Exit: The Practicalities of Self-Deliverance and Assisted Suicide for the Dying , 1991). 
Dal 1978, Derek Humphry visse negli Stati Uniti.

## Biografia

### Primi anni
Nato da padre inglese e madre irlandese, è cresciuto nel Somerset. La sua istruzione fu esile a causa di una casa distrutta seguita dalla seconda guerra mondiale, quando molte scuole inglesi erano nel caos, e alla fine se ne andò all'età di 15 anni, quando divenne un messaggero per lo Yorkshire Post . In una carriera giornalistica di 30 anni Humphry ha lavorato e scritto per il Bristol Evening World, il Manchester Evening News, il Daily Mail, il Sunday Times e, infine, il Los Angeles Times .

### Affiliazioni
Humphry è consigliere della Federazione mondiale delle società di diritto alla morte in virtù della sua passata presidenza e in apprezzamento per i suoi 26 anni di coinvolgimento con tale organizzazione. Da quando è stata fondata nel 2004, Humphry è stato consulente della Final Exit Network . Dopo che quattro membri dell'organizzazione sono stati accusati in Georgia in merito a suicidio assistito ha lanciato il Final Exit Liberty Fund che ha pagato la maggior parte delle spese legali. 
Nel 2014 Derek Humphry ha ricevuto il "Lifetime Achievement Award" della Federazione mondiale delle società Right To Die per aver contribuito così tanto, così a lungo e con coraggio per il diritto di una morte pacifica. Il premio è stato consegnato dal presidente mondiale Faye Girsh alla 20ª conferenza internazionale a Chicago il 19/09/2014. È la prima volta che questo premio è stato assegnato.
È stato inoltre insignito del Martin Luther King Memorial Prize
Humphry è stato redattore di newsletter per la Federazione mondiale delle società di diritto alla morte per diversi anni. 
Nel 2016, il libro in Final Exit era in stampa in inglese, spagnolo e italiano (Eutanasia: Uscita di sicurezza). Dal 1991 ha venduto oltre un milione di copie in dodici lingue. Nell'aprile 2007 i redattori e i critici di libri di USA Today hanno scelto Final Exit come uno dei 25 libri più memorabili dell'ultimo quarto di secolo. Nel 2017 ha pubblicato la storia della sua vita, Good Life, Good Death: The Memoir of a Right To Die Pioneer (Carrel Books, New York. ISBN 978-1631440663    )

## Vita privata
La sua prima moglie, Jean Humphry, finì la sua vita il 29 marzo 1975, in The Cotswolds con suo marito al suo fianco, con un'overdose intenzionale di medicinali; soffriva di cancro al seno, terminale. Ha raccontato quella storia dal suo punto di vista nel best seller Jean's Way . Derek e Jean Humphry avevano tre figli, il più giovane adottato. 
Humphry scrisse quello che da molti è stato definito "manuale del suicidio", del 1991, Final Exit . Dal 1993 Humphry è stato presidente dell'Euthanasia Research & Guidance Organisation (ERGO) e presiede il comitato consultivo della nuova Final Exit Network (costituita nel 2004 per sostituire la Hemlock Society sciolta l'anno precedente in fusioni). 
Il suo matrimonio con la sua seconda moglie, Ann Wickett, americana e co-fondatrice della Hemlock Society, terminò nel 1989 col divorzio; non avevano figli. Ann Wickett si suicidò, all'età di 49 anni il 2 ottobre 1991, durante una reiterazione della depressione. Stava combattendo il cancro al seno, ma la patologia era in remissione e la donna non era considerata "malata terminale". Nella sua nota sul suicidio, lei affermava che Humphry era un "assassino" e che la sua prima moglie, Jean, era morta di soffocamento. Egli ha rigettato queste accuse come infondate.
All'inizio del 1990 Humphry sposò Gretchen Crocker, la figlia più giovane di una famiglia di agricoltori dell'Oregon.

## Pubblicazioni
- Perché sono neri (con Gus John ; 1972), ISBN 978-0140216240
- Police Power and Black People (con un commento di Gus John; 1973), ISBN 978-0586037317
- Passport and Politics (con Michael Ward; 1974), ISBN 978-0140523096
- The Cricket Conspiracy (1975), ISBN 0-901108-40-5
- False Messiah: The Story of Michael X (1977), ISBN 978-0246108845
- Jean's Way: A Love Story (1978), ISBN 0-9637280-7-5
- Il diritto alla morte: capire l'eutanasia (1986), ISBN 0-9606030-9-3
- Final Exit: The Practicalities of Self-deliverance and Assisted Suicide for the Dying (1991, aggiornato 2002, 3ª edizione), ISBN 0-385-33653-5
- Legittima uscita: i limiti della libertà per aiutare a morire (1993), ISBN 0-9637280-0-8
- Dying with Dignity (1992), ISBN 0-517-14342-9
- Freedom to Die: People, Politics & The Right-to-Die Movement (1998), ISBN 0-9637280-1-6
- Let Me Die Before I Wake (& Supplemento a Final Exit ; 2002), ISBN 1-4011-0286-7
- The Good Euthanasia Guide: Where, What &amp; Who in Choices in Dying (2006), ISBN 0-9637280-8-3
- Good Life, Good Death: The Memoir of a Right To Die Pioneer, ISBN 978-1631440663
- Curiosità della letteratura, pp.   141, 248-9. Di John Sutherland / Arrow Books 2008.
- NOTA: per una biografia completa e indipendente di Derek Humphry, consultare la biografia attuale , volume 56, numero 3, marzo 1995